# Strażnica WOP Lutowiska
Strażnica Wojsk Ochrony Pogranicza Lutowiska – zlikwidowany podstawowy pododdział graniczny Wojsk Ochrony Pogranicza pełniący służbę ochronną na granicy polsko-radzieckiej.

Strażnica Straży Granicznej w Lutowiskach – zlikwidowana graniczna jednostka organizacyjna Straży Granicznej realizująca zadania bezpośrednio w ochronie granicy państwowej z Ukrainą.

## Formowanie i zmiany organizacyjne
W 1964 roku w Lutowiskach stacjonowała placówka WOP nr 1 26 Przemyskiego Oddziału Wojsk Ochrony Pogranicza.
W 1976 odtwarzano brygady na granicy ze Związkiem Radzieckim. Na bazie 26 Przemyskiego Oddziału WOP sformowano Bieszczadzką Brygadę WOP. W jej strukturach, na bazie placówki WOP Lutowiska zorganizowano strażnicę WOP Lutowiska.
Straż Graniczna:
Po rozwiązaniu Wojsk Ochrony Pogranicza, 16 maja 1991 strażnica w Lutowiskach weszła w podporządkowanie Bieszczadzkiego Oddziału Straży Granicznej i przyjęła nazwę Strażnica Straży Granicznej w Lutowiskach (Strażnica SG w Lutowiskach). 
W 2002 strażnica miała status strażnicy SG I kategorii.
23 marca 2004 Strażnica Straży Granicznej w Czarnej Górnej, po włączeniu do systemu ochrony granicy, przejęła odcinek granicy państwowej po zlikwidowanej strażnicy SG w Lutowiskach.

## Ochrona granicy
Straż Graniczna:

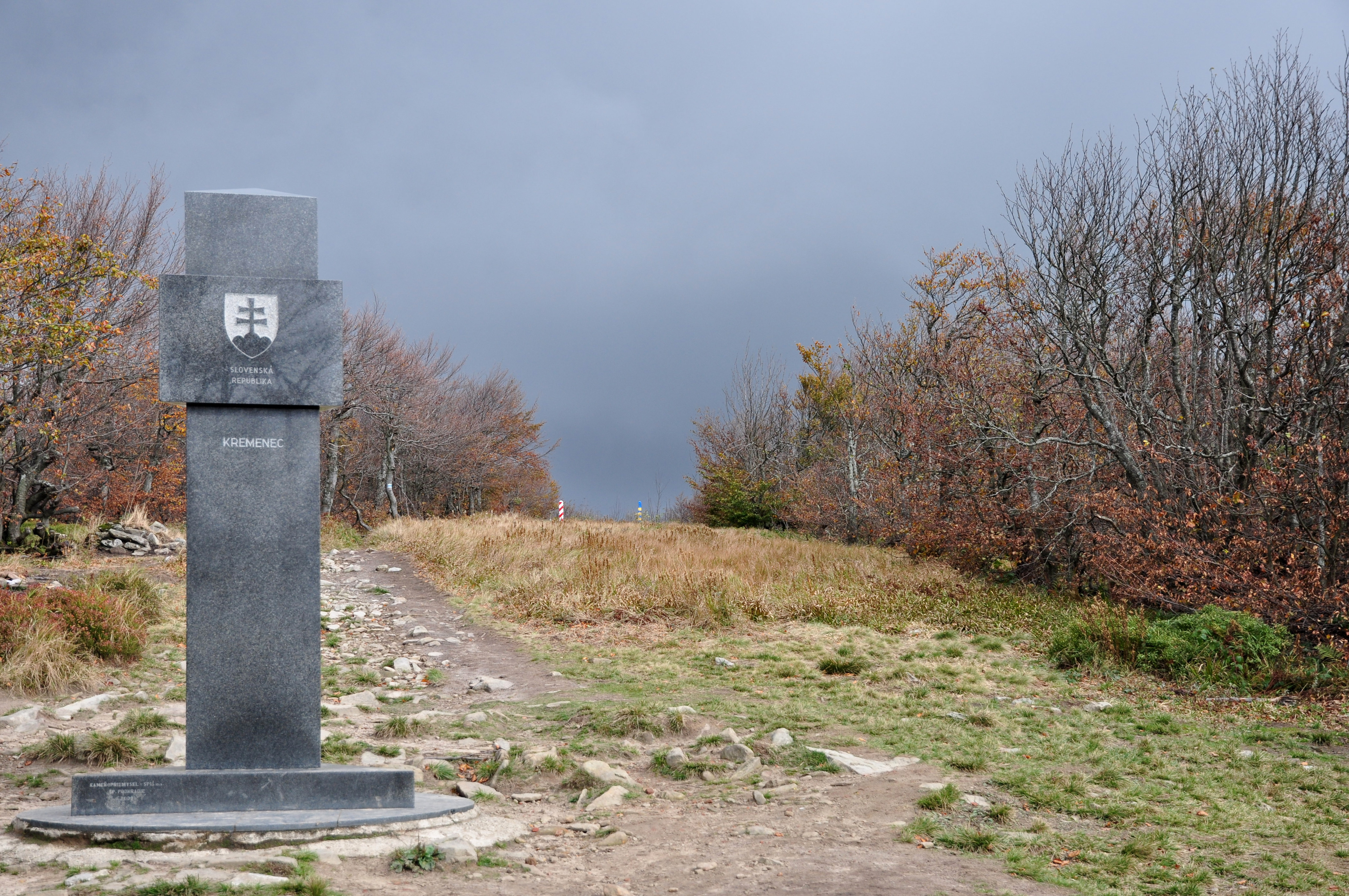
Styk trzech granic Krzemieniec, znak gran. nr 1 i granica polsko-ukraińska (październik 2012)

Z chwilą utworzenia Bieszczadzkiego Oddziału Straży Granicznej w Przemyślu, w maju 1991 Strażnica SG w Lutowiskach ochraniała odcinek granicy państwowej z Ukrainą:
- Włącznie od znaku granicznego nr 376 do „Krzemieniec” znak gran. nr l/1[5].
- linia rozgraniczenia z:

1. Strażnicą SG w Wetlinie: wyłącznie znak graniczny „Krzemieniec” nr I/1, granicą gminy Lutowiska i Czarna oraz Cisna i Solinka
2. Strażnicą SG w Cisnej: granicą gmin Czarna oraz Cisna i Solina do styku z linią rozgraniczenia strażnicy SG w Ustrzykach Dolnych i Lutowiskach[5].

## Dowódcy/ komendanci strażnicy
- mjr Michał Skrzypek[6]

Komendanci strażnicy SG:
- por. SG Artur Drogosz (od 16.05.1991)[7].